# 태풍 멜로르 (2009년)
태풍 멜로르(태풍 번호: 0918, JTWC 지정 번호: 20W, 국제명: MELOR)는 북서태평양에서 발생한 18번째 태풍으로, 일본에 상륙하여 큰 피해를 냈다. “멜로르”는 말레이시아에서 제출한 이름으로 재스민 꽃을 의미한다.

## 태풍의 진행

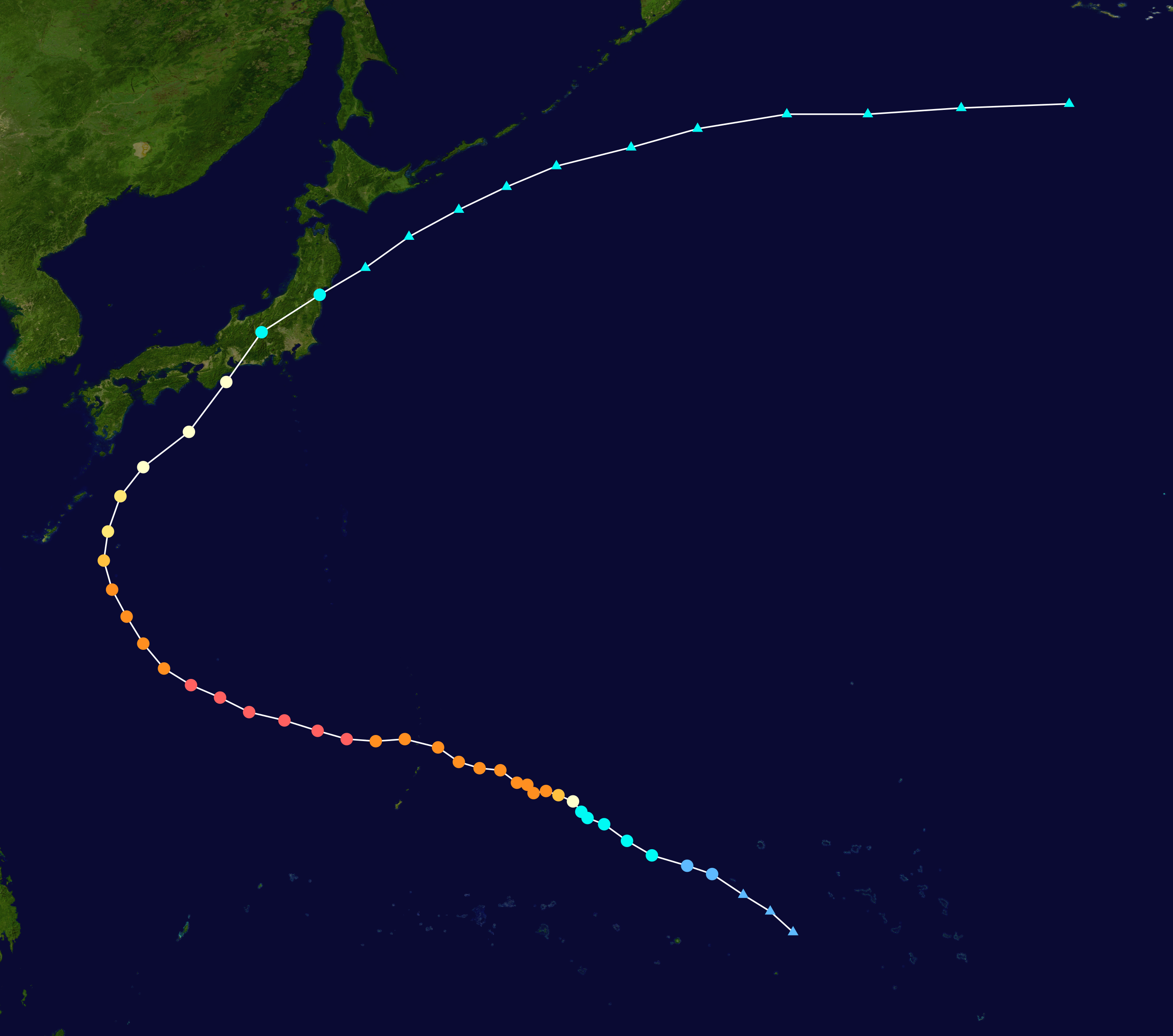
태풍 멜로르의 이동 경로

마셜 제도 부근 해상에서 발생한 저기압성 순환이 발달하면서 북서진, 9월 29일 오후 9시에는 제18호 태풍 멜로르가 되었다. 이 태풍이 발생한 해역은 열대저기압이 발달하기 쉬운 조건 (높은 해수온, 약한 연직 시어 등) 이 갖추어져 있어 태풍은 꽤 빠르게 그 세력을 늘려나갔고, 10월 1일 오후 9시, JTWC는 이 태풍을 1분 평균 최대풍속 60 m/s (115 kt)의 “카테고리 4급”으로 해석했다. 그 후 약 이틀 동안은 세력의 변함 없이 서북서진 ~ 서진을 계속하던 태풍이었지만, 10월 3일 오후 늦게 사이판섬의 북쪽으로 약 110 km 떨어진 해상을 통과한 뒤에는 돌연 재발달하여, 다음 날인 10월 4일 오후 3시에 이르러서는 JTWC의 해석으로 1분 평균 최대풍속 75 m/s (150 kt)의 “카테고리 5급”, 일본 기상청 (JMA)의 해석으로 중심기압 910 hPa / 최대풍속 55 m/s (110 kt)의 “맹렬한 태풍”이 되었다.
이렇게 최성기를 맞이한 태풍은 점차 전향을 하게 되는데, 당초 예상에서는 다소 남하해 있던 편서풍 등의 영향으로 일본 남해상 진출이 유력시 되고 있었으나 태풍의 발달과 함께 동쪽에서 확장한 북태평양 고기압에 의해 진로가 서서히 북쪽으로 바뀌어나가, 10월 6일이 되어서 마침내 태풍은 일본 열도를 향해 북동진하기 시작했다. 이때 태풍의 경로상에 위치해 있었던 일본의 미나미다이토 섬에서는 최대순간풍속 58.9 m/s를 관측했다. 이 과정 중에, 태풍은 쇠퇴기에 접어들어 10월 6일 오후 3시의 시점에서 이미 중심기압 940 hPa / 최대풍속 45 m/s 에까지 쇠약해 있었지만, 더 이상 쇠약하지는 않은 채 빠른 속도로 북상하여, 일본 상륙 직전인 10월 7일 오후 9시까지도 중심기압 945 hPa / 최대풍속 40 m/s 의 “중형의 강한 태풍”에 해당하는 세력을 유지했다. 이윽고 10월 8일 오전 5시 경에 일본 아이치현의 치타 반도 부근에 상륙한 태풍은 약 50 km/h 의 매우 빠른 속도로 진행하면서 혼슈를 종단했고, 홋카이도 동쪽 해상에서 온대저기압으로 변질되었다. 일본 상륙 시의 세력은 중심기압 955 hPa / 최대풍속 40 m/s였으며, 온대저기압으로 변질된 때는 10월 8일 오후 9시였다.

## 특징
일본 기상청은 이 태풍의 최성기 세력을 중심기압 910 hPa / 최대풍속 55 m/s (110 kt) 로 해석하였다. 이는 2009년 발생한 태풍 중 제22호 태풍 니다에 이어 두 번째로 강한 것이다. 게다가 북위 30도를 넘은 시점에서도 중심기압 945 hPa / 최대풍속 40 m/s를 유지, 고위도에서 시기 (10월 초) 에 걸맞지 않은 세력을 기록했으며, 이 때문에 태풍 중심으로부터 수백 km 떨어진 한반도에도 간접적인 영향을 주어, 한반도 남해안과 동해안에 강풍을 몰고왔다. 이후 일본에 상륙한 뒤 다시 태평양에 빠졌을 무렵에는 온대저기압화에 의한 강풍역의 확대가 일어나, 일시적으로 강풍역 직경 1200 km 의 “대형”에 해당하는 크기가 되었다. (최성기 시의 강풍역 직경은 850 km) 또한 이 태풍은 2007년의 제9호 태풍 피토가 상륙한 이래 762일 만에 일본에 상륙한 태풍이기도 하다.

## 피해

### 일본
- 인명 피해[2]
  - 사망·실종 5명
  - 부상자 130여 명

### 대한민국
점차 북상하는 태풍 멜로르와 몽골 북쪽에서 남하하는 대륙고기압 사이에서 기압 경도력이 강화되어 남해안과 동해안을 중심으로 매우 강한 바람이 불었다. 그 영향으로 부산에서는 간판이 떨어져 지나가던 행인 1명이 부상을 입었고, 해상의 물결이 높아지면서 여객선 운항이 취소되는 등의 피해가 발생하였다.

## 같이 보기
- 2009년 태풍